# Challenger de Honolulu
El Honolulu Challenger es un torneo profesional de tenis. Pertenece al ATP Challenger Series. Se juega desde el año 2010 sobre pistas duras, en Honolulu, Estados Unidos.

En el año 2013 se disputó en Maui, por lo cual el torneo se llamó Maui Challenger.
En el año 2014 se disputó en Lahaina y el torneo se llamó Royal Lahaina Challenger.

## Palmarés[2]

### Individuales
| Año  | Campeón         | Finalista       | Resultado     |
| ---- | --------------- | --------------- | ------------- |
| 2017 | Chung Hyeon     | Taro Daniel     | 7–63, 6–1     |
| 2016 | Wu Di           | Kyle Edmund     | 4–6, 6–3, 6–4 |
| 2015 | Jared Donaldson | Nicolas Meister | 6-1, 6-4      |
| 2014 | Bradley Klahn   | Yang Tsung-hua  | 6-2, 6-3      |
| 2013 | Go Soeda        | Mischa Zverev   | 7-5, 7-5      |
| 2012 | Go Soeda        | Robby Ginepri   | 6-3, 7-65     |
| 2011 | Ryan Harrison   | Alex Kuznetsov  | 6-4, 3-6, 6-4 |
| 2010 | Michael Russell | Grega Žemlja    | 6-0, 6-3      |

### Dobles
| Año  | Campeones                        | Finalistas                        | Resultado        |
| ---- | -------------------------------- | --------------------------------- | ---------------- |
| 2017 | Austin Krajicek Jackson Withrow  | Bradley Klahn Tennys Sandgren     | 6–4, 6–3         |
| 2016 | Jason Jung Dennis Novikov        | Alex Bolt Frank Moser             | 6–3, 4–6, 10–8   |
| 2015 | Jared Donaldson Stefan Kozlov    | Chase Buchanan Rhyne Williams     | 6-3, 6-4         |
| 2014 | Denis Kudla Yasutaka Uchiyama    | Daniel Kosakowski Nicolas Meister | 6-3, 6-2         |
| 2013 | Lee Hsin-han Peng Hsien-yin      | Tennys Sandgren Rhyne Williams    | 6-71, 6-2, 10-5  |
| 2012 | Amer Delić Travis Rettenmaier    | Nicholas Monroe Jack Sock         | 6-4, 7-65        |
| 2011 | Ryan Harrison Travis Rettenmaier | Robert Kendrick Alex Kuznetsov    | walkover         |
| 2010 | Kevin Anderson Ryler DeHeart     | Im Kyu Tae Martin Slanar          | 3-6, 7-62, 15-13 |